# مردم در جنگ
مردم در جنگ گلچینی از داستان‌ها و حکایات جنگ در دوره‌های مختلف زمانی است که ارنست همینگوی جمع‌آوری و منتشر کرد.